# 富山県立図書館
富山県立図書館（とやまけんりつとしょかん、Toyama Prefectural Library）は、富山県富山市茶屋町にある県立の図書館である。

## 概要
富山県立図書館は県民の文化と教育の発展を図るために設置された図書館であって、図書、記録その他必要な資料の収集、整理、保存及び利用に関すること、貸出文庫に関すること、読書会の指導に関すること、講演会、講習会及び展示会の開催に関すること、参考奉仕に関すること、資料の相互貸借に関すること、書誌、目録及び館報の発行に関すること、図書館資料の複写及び證明に関することを主たる事務としている。また、運営方針においては調査研究のための図書館であり、図書館のための図書館であり保存のための図書館であることを定め、広く県民の生涯学習に関する需要に応じるために図書館機能の充実を図るとしている。
所在地は富山県富山市茶屋町206−3であって、東側には、渡り内廊下にて隣接する富山県公文書館、近隣には富山県埋蔵文化財センター及び県営富山弓道場が存在する。

## 歴史

### 紀元二千六百年記念富山県立図書館の開館

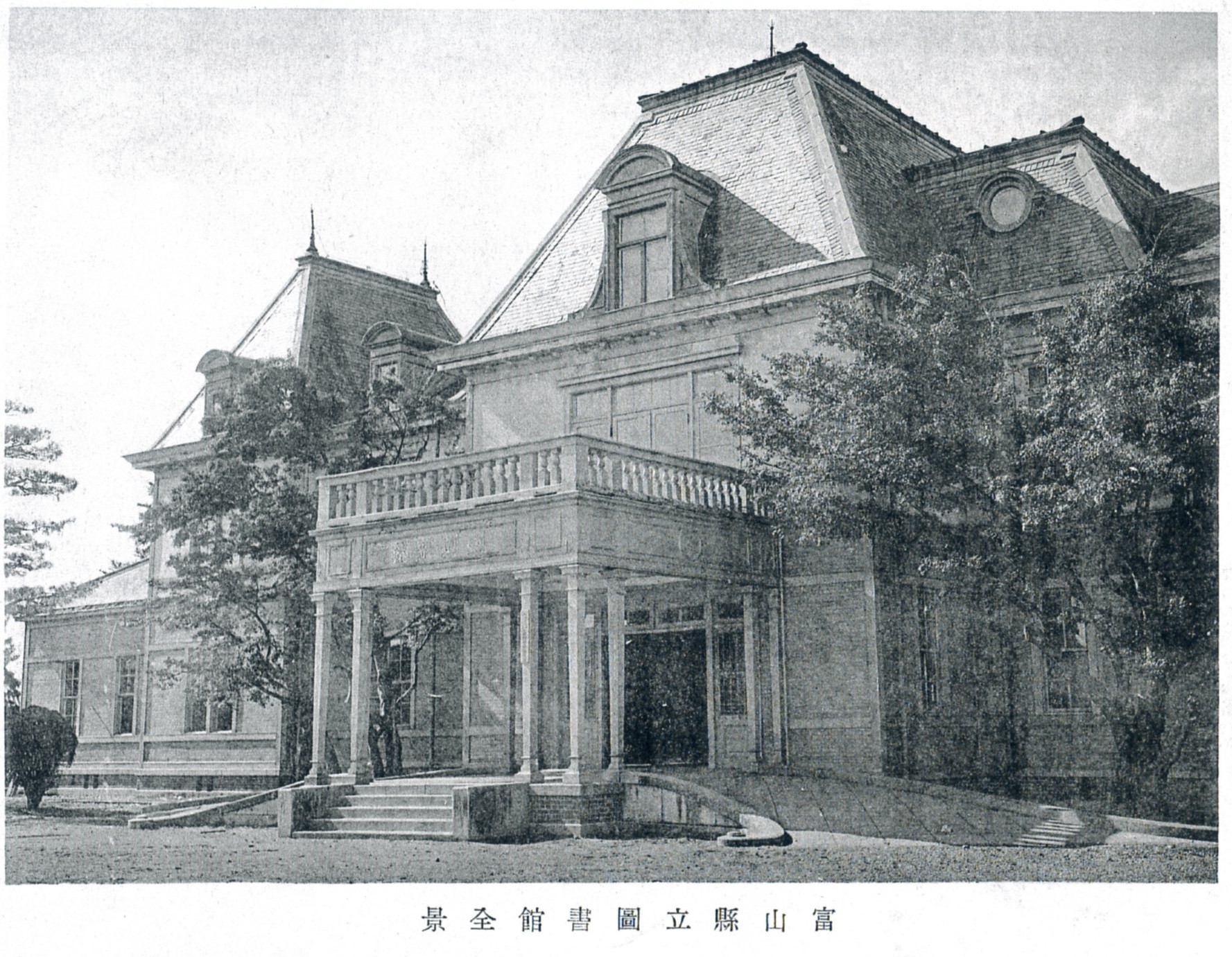
紀元二千六百年記念富山県立図書館館舎（旧大正会館）

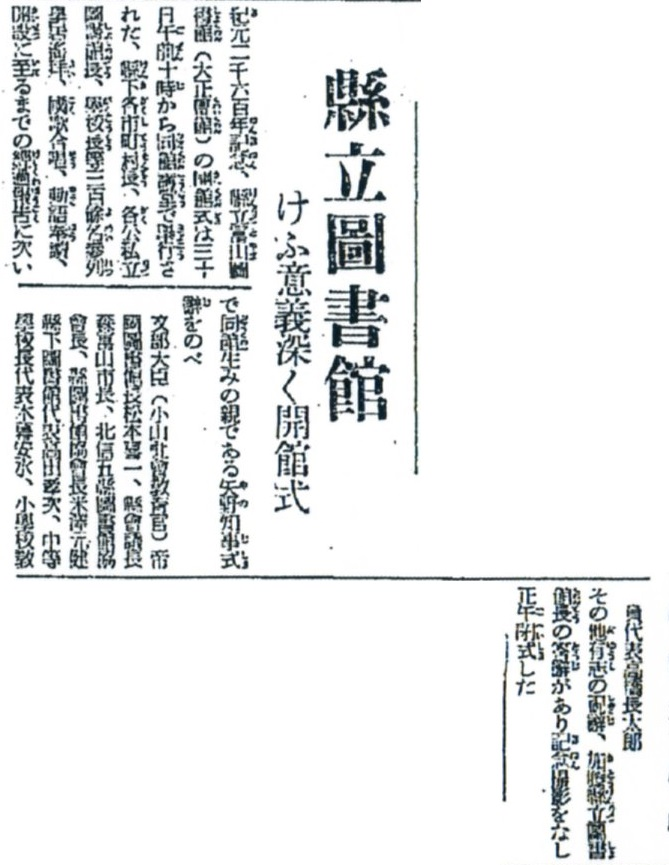
紀元二千六百年記念富山県立図書館の開館を報じる新聞

富山県における県立図書館設置運動は、1900年（明治33年）12月6日に富山県実業協会と富山教育会が共同して県知事及び県会に対して建議書を提出したことに始まる。北陸政論社もまた社論を以てこれを応援したが、富山県はその要求を容れず、建議は立消えとなった。1909年（明治42年）10月1日に開設された富山市立図書館は「当分県立ノ代用ニ当タラレタキコト」が求められていたが、1933年（昭和8年）7月1日の図書館令改正によって中央図書館制度が定められ、1934年（昭和9年）5月1日に富山市立図書館が富山県中央図書館に指定されると、富山市の財政を以てしては中央図書館としての活動が十分に果たし得ないという声が高まった。かくて富山県立図書館の設立を求める声は日を追うて高まり、1940年（昭和15年）に迎える紀元二千六百年記念行事の一環として県立図書館を開設しようという考えが各層より起った。1939年（昭和14年）11月27日には矢野兼三富山県知事が県会において「県民性伸長助長策として」県立図書館を設置することがふさわしいとの考えを披瀝し、同年12月の通常県会に県立図書館開設計画を含んだ予算案を提出、同月14日可決された。超えて1940年（昭和15年）2月11日には松浦鎮次郎文部大臣が富山県立図書館の設立を認可し、4月1日には富山市総曲輪に紀元二千六百年記念富山県立図書館が設置された。同年5月10日に富山市立図書館は中央図書館の指定を解除され、代って県立図書館が中央図書館となったが、開館式を挙行したのは同年11月30日のことであった。
開館当時の紀元二千六百年記念富山県立図書館の館舎には公会堂として用いられていた大正会館（旧富山県会議事堂）を代用した。当初予算は図書館費5万円、貸出文庫費2千円と少なく、しかも職員はわずか8名しかいなかったが、開館までに1万冊を収集し、うち4500冊の整理を完了した。

### 富山市立図書館との合併

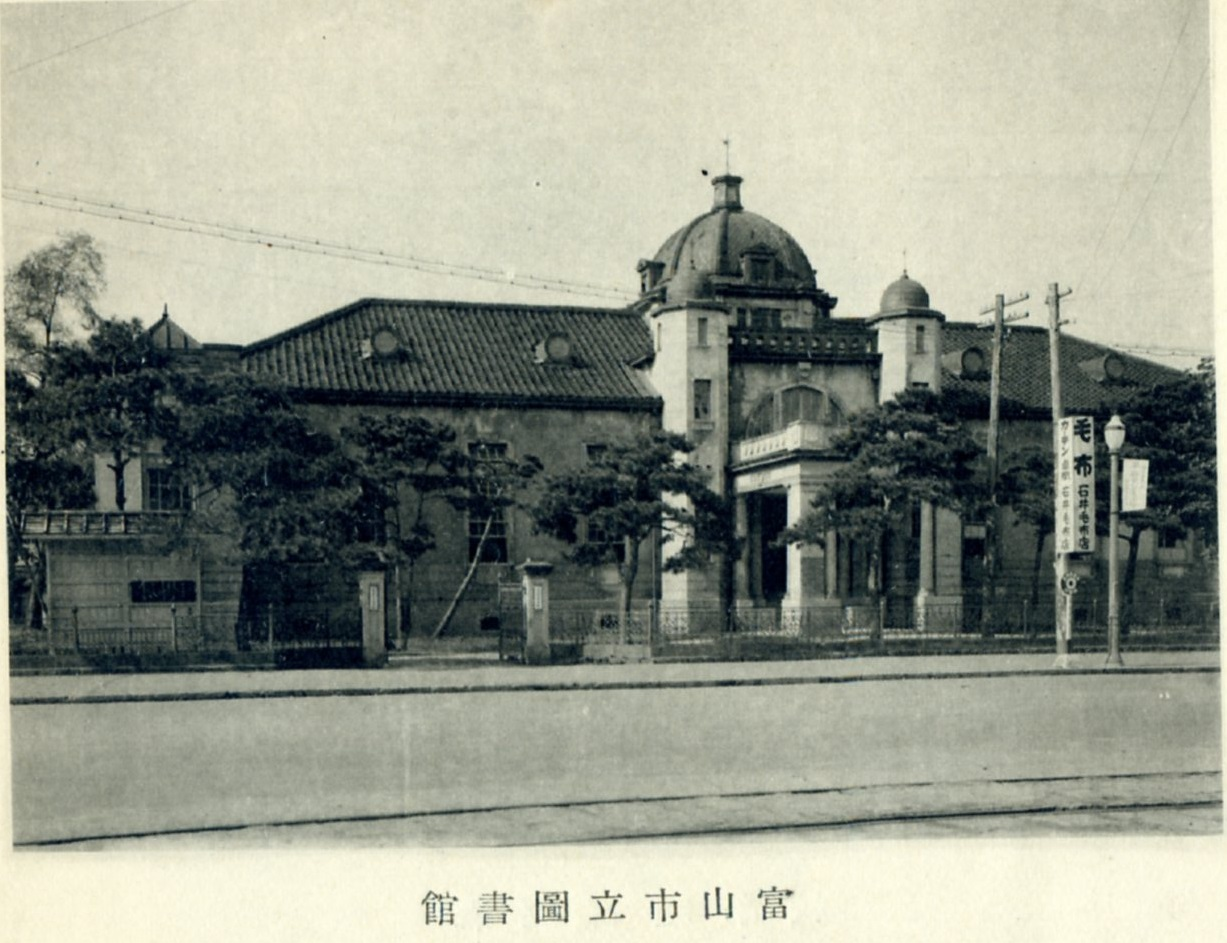
1939年（昭和14年）当時の富山市立図書館

ところで、紀元二千六百年記念富山県立図書館の設立と共に中央図書館指定を解除された富山市立図書館は、紀元二千六百年記念富山県立図書館に統合するべきではないかとする意見が漸次高まり始めていた。これは戦時下の類似団体統合の風潮に影響されたものであって、富山県においては1940年（昭和15年）7月31日に北陸日日新聞社、富山日報社、高岡新聞社及び北陸タイムス社が統合され北日本新聞社となり、1941年（昭和16年）8月1日には日本海電気、高岡電灯等の電気事業者が合併して北陸合同電気を発足させるなど、すでに種々の団体が戦時統合によって合理化を図っていたのである。そもそも紀元二千六百年記念富山県立図書館の設立が論議され始めたころからすでに富山市立図書館との合併案は取り沙汰されていたのであるが、矢野兼三富山県知事の県立図書館と市立図書館は機能的に異なる存在であるという見識によって富山市立図書館とは別に紀元二千六百年記念富山県立図書館が開設されたという経緯があった。しかし、矢野兼三は1941年（昭和16年）1月7日に内務省からの転出命令を拒否して休職となり、爾来富山県と富山市の間において合併交渉は着々と進められた。当時富山県立図書館長であった加藤宗厚はこれに抵抗したものの、1943年（昭和18年）3月24日には富山市議会において富山市立図書館を紀元二千六百年記念富山県立図書館に合併させる案が可決され、同年3月31日を以て富山市立図書館は廃止された。
これによって同年4月1日から富山市立図書館の蔵書類はすべて紀元二千六百年記念富山県立図書館に継承され、富山市立図書館の館舎は紀元二千六百年記念富山県立図書館の本館となり、紀元二千六百年記念富山県立図書館の本館であった旧大正会館は別館となった。職員数は旧富山市立図書館員を迎えて総計31名となり、蔵書数も9万冊に増加し、経常費は3万5千円に増額された。当時としては東京、大阪、京都、福岡に次ぐ全国第5位の規模の図書館となったのである。

### 富山大空襲による焼失と仮閲覧所の開設

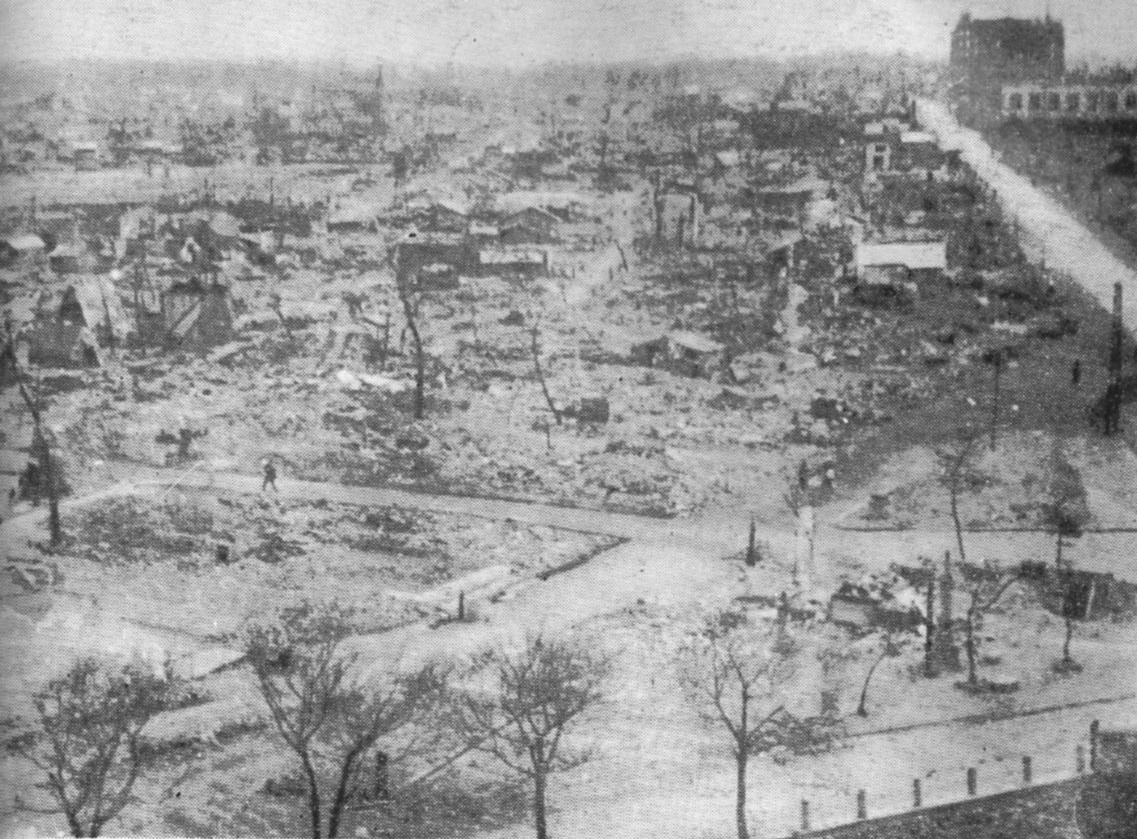
一望の廃墟と化した富山市

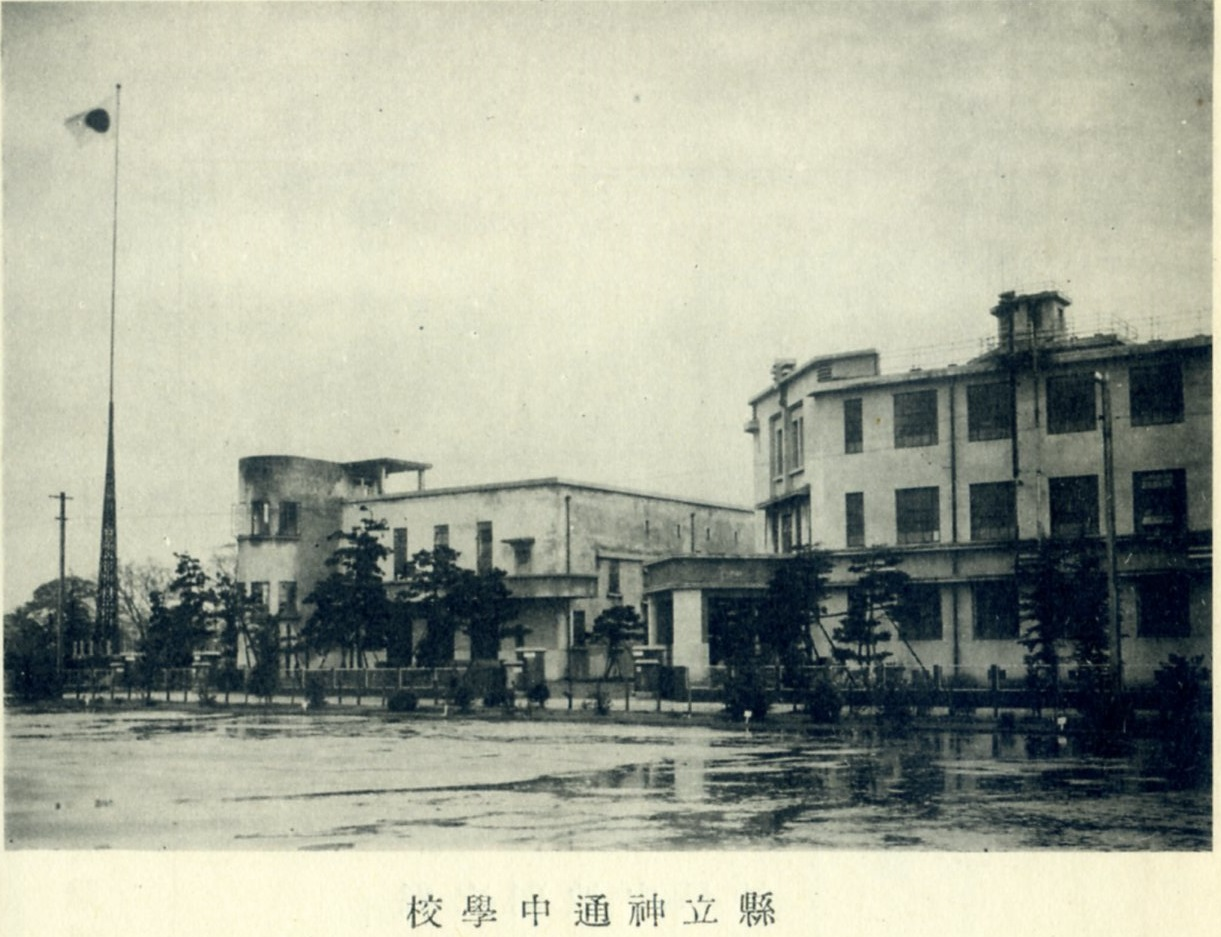
1939年（昭和14年）当時の富山県立神通中学校。鉄筋コンクリート造であったため焼け残った。

1945年（昭和20年）2月20日に紀元二千六百年記念富山県立図書館長に就任した大田栄太郎は、東京における経験を活かして蔵書疎開の急務なることを説いた。この大田栄太郎館長の意向によって疎開作業は速やかに開始され、同年3月27日には早月加積の海恵寺に蔵書約3000冊を送達、以降7月30日まで9度に渡って県内各所に蔵書の疎開を進めた。1945年（昭和20年）8月2日、アメリカ軍第73爆撃団B-29計182機の編隊は、富山市市街地を猛爆して13.79平方キロメートル（4172700坪）を焼き尽くした（富山大空襲）。富山市は一望の焼け野原と化し、紀元二千六百年記念富山県立図書館館舎もまた全焼するに至った。それにもかかわらず、約6万5000冊の蔵書は疎開されていて無事であり、焼失した蔵書の多くは官報や県報、特許公報の類であった。1945年（昭和20年）8月12日からは富山県文教課内に図書館本部を設け、疎開せる図書を貸出文庫として閲覧に供することとなった。
一方、館舎は全く焼失してしまったので、1945年（昭和20年）8月22日からは富山県庁に紀元二千六百年記念富山県立図書館の本部を設置し、疎開図書の所在地であった早月加積と月岡に臨時事務所を設置して職員を分散させて業務を再開したが、同年12月26日からは富山県立神通中学校至誠堂内に仮事務所を開設し、同所において総員勤務することとなった。大田栄太郎は一日も早く閲覧設備を恢復させるため尽力し、1946年（昭和21年）2月2日から残存図書の目録カード作成に着手し、同年4月25日からは仮事務所設置場所である富山県立神通中学校至誠堂において仮閲覧所を開設することができた。
これによって至誠堂入口の廊下はその仮事務所として使用され、階段傍聴席は仮書庫として疎開図書2万冊を収容することとなった。仮閲覧所の定員は10名であり、一日に20名ほどの利用があったという。

### 富山市表町において

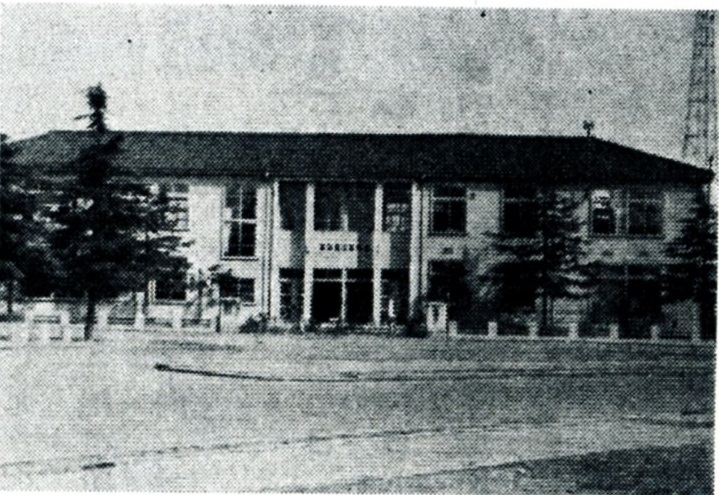
表町に再建された富山県立図書館館舎

1947年（昭和22年）4月1日、紀元二千六百年記念富山県立図書館は富山県立図書館と改称された。このころ館長に着任した平野良作は文化国家樹立のためには文化的象徴たる図書館を富山県庁に対峙させることが重要であると考え、県庁前の武徳殿跡（富山市表町）に新館舎を建設することを中島正文砺波図書館協会会長と共に館哲二富山県知事に請願している。かくて1948年（昭和23年）4月30日、富山市表町に新館舎建設の起工式を挙行して、同年9月24日には第一期工事を竣成し、同所において図書館に先立ちフィルム・ライブラリーを開設した。同年10月5日からは事務所を富山県立神通中学校から移転し、1949年（昭和24年）6月20日に第二期工事の完了をみたのち、同年9月10日新館舎において開館式を挙行した。ただし、第三期工事の完了したのは開館式の後の1950年（昭和25年）3月31日のことであった。また、同年10月25日からは開架式の図書館となった。
富山県立神通中学校内の仮書庫の蔵書は、1949年（昭和24年）7月25日に移転されたが、早月加積等に疎開された蔵書のすべてを回収する作業にはこれより4年を要することとなった。また、旧富山市立図書館の蔵書と富山県立図書館の蔵書では図書分類の方式が異なっており、全蔵書の整理作業にも2年3箇月を費やすこととなった。その蔵書整理作業の完了と同時に富山県立図書館においては郷土資料の目録製作作業に着手し、1953年（昭和28年）11月4日に『志田文庫目録』を刊行したのを皮切りに、1955年（昭和30年）4月29日には『富山県郷土資料分類表』、1957年（昭和32年）6月6日には『立山黒部文献目録』、1962年（昭和37年）6月4日には『富山県郷土資料総合目録』を刊行している。また、郷土資料目録の制作作業が一段落してからは、各種重要資料のマイクロフィルム作成作業に着手し、1967年（昭和42年）5月11日に加越能文庫のマイクロフィルムを完成させ、同年6月21日からは明治以降の郷土新聞の撮影に着手した。
また、1950年（昭和25年）10月6日からは移動図書館たる「移動公民館」を発足させた。この自動車文庫の発足は全国で千葉に次いで2番目のことであって、当初は一台の車を以て県内各地を巡廻していたが、翌1951年（昭和26年）7月4日からは新たに2台の自動車を導入した。自動車内には図書のほかに映写機や幻燈機を積載し、社会教育主事や図書係が同乗して図書の貸借と共に、映画や紙芝居の上映、あるいは座談会や講演会を行った。特に農山漁村の人々は、子供も大人もこの移動公民館が来ることを心待ちにしていたという。
図書館内部においても逐次施設の充実が行われており、1952年（昭和27年）5月23日には参考室を開設して、便覧や辞書類を備えて利用者の調査質問に応ずる態勢を整えた。1958年（昭和33年）4月4日には産業資料室、同年8月21日には国立国会図書館北陸地区PBリポートセンターが開設されている。PBリポートとは主として連合軍が接収した化学工業資料であって、折から政府は科学産業振興のためにその設置を全国6箇所に計画していたのであるが、これを知った木下秀夫富山県立図書館長は富山県図書館協会や商工会、農協中央会等と共に吉田実富山県知事に陳情し、これが容れられて富山県立図書館内にそのリポートセンターが開設される運びとなったのである。この各種産業資料の利用は大阪と名古屋に次ぐ実績をあげ、産業資料室には3台の複写機を設備して利用者の需要に応じたが、その申込数は増加の一途を辿ったという。この産業資料の導入は、富山県立図書館が各種参考資料の提供を主たる使命とする参考館的運営に主眼を移す契機ともなった。

### 富山市茶屋町において

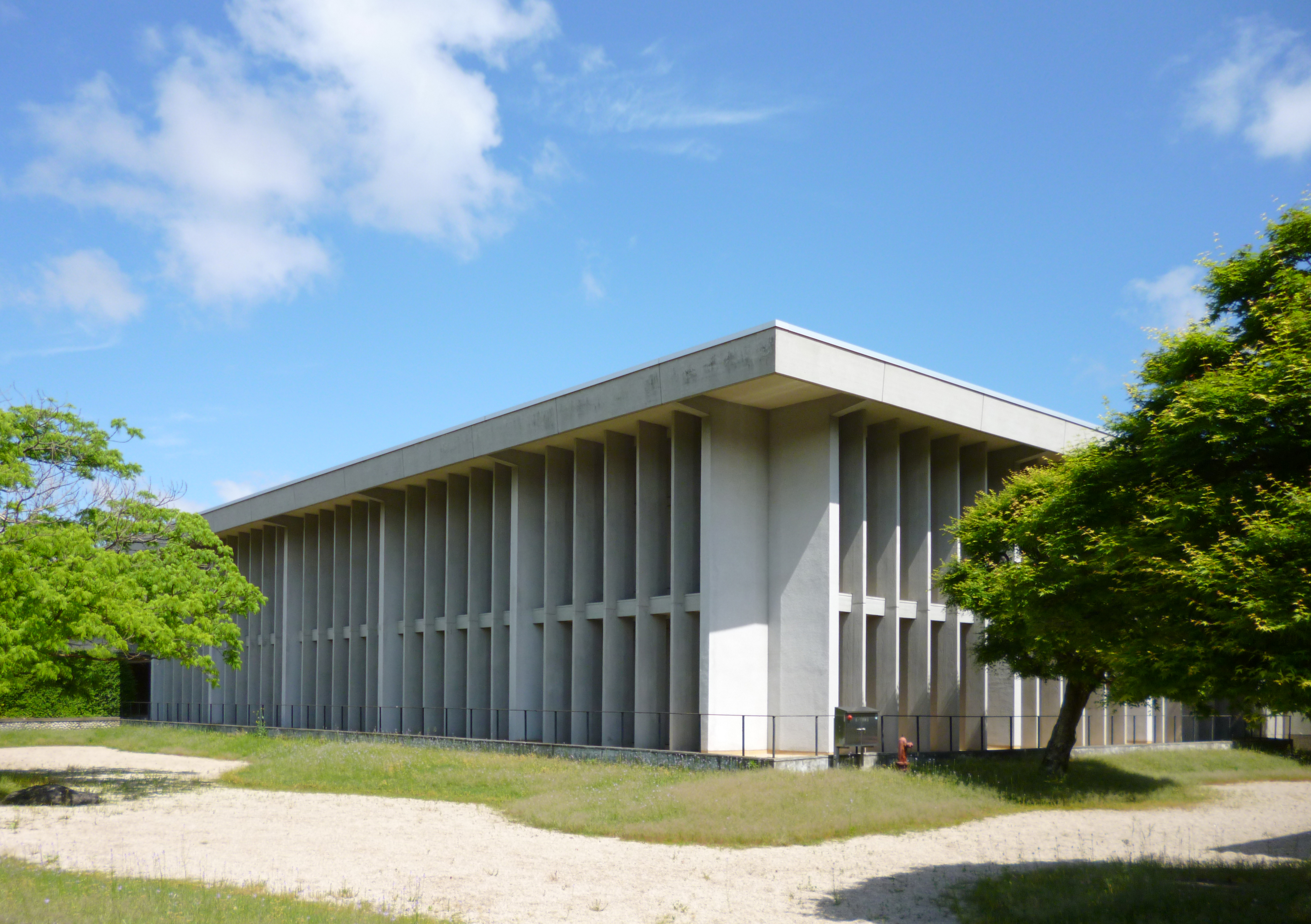
富山市茶屋町の富山県立図書館館舎

上述のごとき富山県立図書館の発展は、一方において従来の館舎の限界を来しつつあり、書庫の狭隘によって1963年（昭和38年）5月10日には新聞閲覧室を閉鎖し、翌1964年（昭和39年）7月1日には第二会議室をも書庫に転用せざるを得なくなった。すでに富山県立図書館は従来の館舎から新設の富山県民会館に移転包摂せらるべしとの意見は吉田実知事から出ていたものの、1962年（昭和37年）2月5日に財源不足や資料の保存余地の不足などの為県立図書館としての使命を果たしえないとの理由を以て計画は中止されていた。ここにおいて吉田実は明治100年記念事業として富山県立図書館の館舎新設を公約として富山県知事選挙に出馬し、1964年（昭和39年）9月15日に3度目の当選を果した。国道8号沿い、国道41号沿いなど10か所ほどの候補の中から、水火の災害に強く、広大なる敷地を供し得る好条件の土地を探した結果、呉羽山茶屋町地内の富山市有地が適当であるとの結論に至り、1968年（昭和43年）1月13日にボーリング調査に着手、同年8月12日に起工式を挙行した。かくて1969年（昭和44年）7月13日に旧館舎は移転作業のため休館し、同年9月22日に新館舎の開館式を挙行、同年9月24日より一般閲覧の業務を開始した。新館舎はモダンな外観で、ガラス越しに見える打ちっ放しの鉄筋コンクリートや斜め格子の梁構造が評価され、第1回富山県建築賞を受賞した。
茶屋町の新館舎においては表町の時代にあったような参考室や学習室、あるいは児童室や産業資料室といった個室を設けず、閲覧室の一元化を図り、3万冊の開架図書と100席の閲覧席を設備して、閲覧室内のサービスカウンターにおいて調査相談の依頼を受付けることとした。また、中高生らが閲覧室を自習目的で使用することを禁止し、ロビーにあった受付で筆記用具以外の持ち込みを禁じていた。これは富山県立図書館が「調査研究のための図書館」であると位置づけられたための措置であるが、これと共に一般利用の拡充を図るために住所氏名を記入する入館証を廃止し、貸出期間を14日に延長して郵送による返却を認めるなどの改革も行われた。これによって1973年（昭和48年）度に至って貸出登録者及び貸出冊数は市街地に所在していた時代の水準を超過し、調査相談の依頼件数は7倍に増加する実績を挙げた。
館外奉仕活動である移動公民館事業は、1963年（昭和38年）4月25日に移動図書館と改称され、家族ぐるみの読書が行われるように選ばれた本を巡廻させる家庭文庫の普及に重点を置くようになるなど、時代の進展と共に種々の改革が行われていたが、1981年（昭和56年）に東礪波郡平村、同郡上平村、婦負郡山田村、同郡細入村及び中新川郡舟橋村において各々村立図書館が開館したように富山県全域において読書環境が整備されると共に、移動図書館は富山県立図書館から各市町村図書館に移管させるべしとの声が高まりつつあった。かくて移動図書館は1984年（昭和59年）度を以て廃止され、代って1970年（昭和45年）10月7日から運行を開始した各市町村図書館との相互貸借を促進させる目的を有する連絡車事業に重点が置かれるようになった。連絡車はひとり相互貸借書籍を運搬するのみならず、富山県内の書誌情報収集や各市町村図書館間における相互提携に効を奏し、「図書館のための図書館」という市町村立図書館に次ぐ第二線的存在としての富山県立図書館の役割を発揮することとなった。
コンピューター技術の登場と進展と共に進められつつあった図書館における電算技術の導入に対応するため、1983年（昭和58年）9月には金沢工業大学ライブラリーセンター支援の下、北陸3県の公共図書館が協同する北陸公共図書館コンピュータ化推進協議会が発足し、1988年（昭和63年）6月14から図書に対するバーコード貼付作業に着手、1990年（平成2年）4月25日からその本格的稼働を開始させた。1994年（平成6年）10月28日は総合目録編成をコンピュータパッチ処理システムにより自動化した。1997年（平成9年）6月にはホームページを開設、同ホームページにおいては1998年（平成10年）3月より総合目録であるOPACを公開し、2002年（平成14年）10月1日に携帯電話対応ホームページを開設、2005年（平成17年）3月1日に貴重資料の画像提供を開始させ、2009年（平成21年）12月16日からはインターネットからの図書予約に対応するなど、インターネットにおける図書館活動も順次拡充されている。
茶屋町に開館してからも蔵書の増加による狭隘や施設の老朽化によって施設の整備拡充が行われており、1987年（昭和62年）3月26日には書庫増築及び構内環境整備事業が完了し、1998年（平成10年）10月21日には増築棟及び資料センターが竣工している。

## 年表

### 20世紀前半以前
- 1900年（明治33年）12月6日 - 富山実業協会及び私立富山教育会が富山県立図書館の設立を富山県知事及び富山県会に対し建議する[7]。
- 1928年（昭和3年）1月28日 - 長辻尚邨富山市立図書館長が富山県立図書館の設立を建議する[12]。
- 1931年（昭和6年）3月28日 - 富山県内図書館員研究会が富山県立図書館設置に向け運動することを決議する[12]。
- 1934年（昭和9年）4月26日 - 富山県会において富山県立図書館の設置が建議される[12]。
- 1935年（昭和10年）
  - 2月1日 - 青年図書館員聯盟が富山県立図書館設置の建議書を提出する[68]。
  - 12月9日 - 富山県図書館協会が富山県立図書館設置の請願書を提出する[68]。
  - 12月12日 - 赤間徳寿富山県会議員が県会において文化施設の一環として富山県立図書館の設立を訴える[68]。
- 1936年（昭和11年）
  - 1月20日 - 『富山県中央図書館報』が紀元2600年の記念事業として県立図書館を開設するよう論説を掲載する[68]。
  - 4月30日 - 富山市において開催された第三回北信五県図書館大会において松本喜一帝国図書館が県立図書館の設置を説く[13]。
  - 9月29日 - 山崎定義富山市長が富山市立図書館を県立に移管するよう土岐銀次郎富山県知事に対し上申する[68]。
- 1938年（昭和13年）
  - 4月5日 - 富山県図書館協会長等が富山県に対し紀元2600年記念事業として県立図書館を設立するよう建議する[68]。
  - 5月18日 - 矢野兼三富山県知事が富山市立図書館を視察する[68]。
  - 10月31日 - 金岡又左衛門富山商工会議所会頭が富山県知事に対し富山県立図書館の開設を要求する[14]。
  - 12月1日 - 片岡安太郎富山県会議員が県会において紀元2600年記念事業として富山県立図書館の開設を訴える[14]。
- 1939年（昭和14年）12月14日 - 富山県会において紀元二千六百年記念富山県立図書館を設立する旨、可決する[69]。
- 1940年（昭和15年）
  - 2月11日 - 松浦鎮次郎文部大臣が紀元二千六百年記念富山県立図書館の設立を認可する[69][15]。
  - 4月1日 - 矢野兼三富山県知事が1940年（昭和15年）10月1日に紀元二千六百年記念富山県立図書館を開館する旨、告示する[70]。
  - 3月30日 - 加藤宗厚が初代紀元二千六百年記念富山県立図書館館長に任命される[15]。
  - 5月10日 - 富山市立図書館が富山県中央図書館指定を解除され、代って紀元二千六百年記念富山県立図書館が富山県中央図書館となる[17]。
  - 7月1日 - 開館に先立ち、貸出文庫の業務を開始する[71]。
  - 11月20日 - 「紀元二千六百年記念富山県立図書館規則」を定める[72]。
  - 11月30日 - 紀元二千六百年富山県立図書館の開館式を挙行する[71][18]。
  - 12月2日 - 館内閲覧の業務を開始する[71]。
  - 12月5日 - 館外貸出の業務を開始する[71]。
- 1942年（昭和17年）4月2日 - 児童室を開設する[19]。
- 1943年（昭和18年）
  - 3月22日 - 富山市議会の内議において紀元二千六百年記念富山県立図書館と富山市立図書館を合併させる案が可決される[21]。
  - 3月24日 - 富山市議会において紀元二千六百年記念富山県立図書館と富山市立図書館を合併させる案を正式に可決する[23]。
  - 3月31日 - 同日限りを以て富山市立図書館を廃止する[24]。紀元二千六百年記念富山県立図書館は富山市立図書館より「市川文書」、「伊東文書」及び「杉木文書」を引継ぐ[73]。
  - 4 月1日 - 紀元二千六百年記念富山県立図書館が富山市立図書館と合併し、旧富山市立図書館館舎をその本館とし、旧大正会館はその別館となる[74][18]。
- 1945年（昭和20年）
  - 2月20日 - 大田栄太郎が紀元二千六百年記念富山県立図書館館長に就任する[26]。
  - 3月27日 - 第一回疎開図書3000冊を早月加積の海恵寺に送る[26]。以降同年7月30日まで9回に渡り、県内各所に約6万5000冊を疎開する[26]。
  - 4月 - 志田義秀より志田文庫の寄贈を受ける[30]。
  - 5月 - 前田家より前田文書の寄贈を受ける[30]。
  - 8月2日 - 富山大空襲により紀元二千六百年富山県立図書館館舎及び未疎開蔵書3万5000冊が全焼する[26]。
  - 12月26日 - 富山県立神通中学校内に仮事務所を置き、事務作業を再開する[75]。
- 1946年（昭和21年）
  - 2月2日 - 残存図書の目録カード作成作業に着手する[75]。
  - 4月25日 - 神通中学校至誠堂を借用し、同所において仮閲覧所を開設する[26]。
  - 9月30日 - 大田栄太郎紀元二千六百年記念富山県立図書館長が心労により依願退職する[76]。
  - 10月1日 - 平野良作が紀元二千六百年記念富山県立図書館館長に就任する[76]。
- 1947年（昭和22年）4月1日 - 紀元二千六百年記念富山県立図書館を富山県立図書館と改称する[32]。
- 1948年（昭和23年）
  - 4月30日 - 富山市表町において富山県立図書館新館舎建設の第一期工事に着手する[34]。
  - 7月3日 - 富山県立図書館分館設置規定を告示する[77]。
  - 7月23日 - 富山県立図書館分館設置規定により各町立図書館を分館に指定し、その担当区域を定める[78]。
  - 9月24日 - 富山県立図書館新館舎建設第一期工事を完了し、同所においてフィルムライブラリーを開館する[34]。
  - 9月28日 - 海恵寺より疎開図書を回収する[34]。
  - 10月25日 - 事務室を表町の新館舎に移転する[34]。
- 1949年（昭和24年）
  - 5月24日 - 大沢野町立図書館を分館に指定し、その担当区域を定める[79]。
  - 6月20日 - 富山県立図書館新館舎建設第二期工事を完了する[34]。
  - 7月25日 - 富山県立富山中部高等学校（旧富山県立神通中学校）至誠堂内の仮書庫及び仮閲覧所の全部を表町の新館舎に移転する[35]。
  - 9月10日 - 富山市表町の県庁前において富山県立図書館新館舎の開館式を挙行する[35]。
  - 10月13日 - 富山県立図書館規則を定め、昭和15年富山県告示第907号紀元二千六百年記念富山県立図書館規則を廃止する[80]。
  - 11月21日 - 富山県立図書館分館設置規定により福野及び城端町立図書館を分館に指定する[35]。
- 1950年（昭和25年）
  - 3月31日 - 富山県立図書館新館舎建設第三期工事を完了する[35]。
  - 10月6日 - 自動車文庫である「移動公民館」を設置し、富山県社会教育課所轄において運用することを決定する[36]。
  - 10月25日 - 従前全く閉架式であったが、同日より開架室を開設する[36]。
  - 11月21日 - 福野町立授眼図書館及び城端町立図書館を分館に指定し、その担当区域を定める[81]。
  - 12月1日 - 移動公民館に供する自動車「みずほ号」が納入される[36]。

### 20世紀後半
- 1951年（昭和26年）
  - 1月11日 - 富山県立図書館設置条例を公布施行する[82]。
  - 6月4日 - 書庫の起工式を挙行する[36]。
  - 7月4日 - 移動公民館に供する自動車2台が納入され、「あかつき」及び「ありそ」と命名する[36]。
- 1952年（昭和27年）
  - 5月10日 - 書庫が竣工する[45]。
  - 5月23日 - 参考室を開設する[45]。辞書や便覧を備え、利用者の調査質問に答える[46]。
  - 5月26日 - 児童室を開設する[45]。
  - 7月 - レコード室を開設する[45]。
  - 9月4日 - 富山県立図書館処務規定を定める[83]。
- 1953年（昭和28年）
  - 3月31日 - 平野良作富山市立図書館館長が退任する[84]。
  - 4月1日 - 尼ヶ崎敏治が富山県立図書館館長となる[84]。
  - 10月20日 - 富山県立図書館分館設置規定を廃止し[85]、富山県立図書館分館設置規則を定める[86]。
  - 11月4日 - 『志田文庫目録』を刊行する[38]。
  - 12月8日 - 富山県立図書館分館設置規則により、新湊、氷見、魚津、高岡、伏木、石動、福光、城端、福野、砺波、小杉、八尾、大沢野、滑川、桜井及び泊の各分館を指定する[87]。
- 1954年（昭和29年）
  - 7月7日 - 『読書指導の手引』を刊行する[38]。
  - 9月1日 - 参考室を廃止し目録室とする[39]。
- 1955年（昭和30年）
  - 4月8日 - 日米文化室を開設する[39]。
  - 4月29日 - 『富山県郷土資料分類表』を刊行する[39]。
  - 10月10日 - 尼ヶ崎敏治富山県立図書館館長が退任する[88]。
  - 10月11日 - 近藤鋭一富山県教育委員長が富山県立図書館の館長事務取扱を開始する[89]。
  - 10月25日 - 木本喜一富山県社会教育課長が富山県立図書館の館長事務取扱を開始する[89]。
- 1956年（昭和31年）
  - 4月1日 - 木下秀夫が富山県立図書館館長に就任する[88]。
  - 5月21日 - 喫煙室を開設する[90]。
  - 12月1日 - 『富山県主要機関雑誌所蔵目録』を刊行する[90]。
  - 12月5日 - 会議室を閉鎖し第2閲覧室を新設する[90]。また貸出文庫室を1階から2階に移動し、食堂を開店する[90]。
- 1957年（昭和32年）
  - 2月 - 婦人室を開設する[40]。
  - 6月6日 - 『立山黒部文献目録』及び『富山県と富山県の図書館』を刊行する[40]。
  - 8月1日 - 『有峯文献目録稿』を刊行する[40]。
- 1958年（昭和33年）
  - 4月4日 - 産業資料室を開設する[47]。
  - 4月21日 - 蔵書数が10万冊に到達する[47]。
  - 8月21日 - 国立国会図書館北陸地区PBリポートセンターを富山県立図書館内に開設し、産業資料室と共に一般閲覧を開始する[48]。
- 1959年（昭和34年）
  - 3月12日 - 昭和28年富山県教育委員会告示第26号を廃止し、指定分館の名称及び担当区域を定める[91]。
  - 4月23日 - 転写式複写機を設置し、文献複写の業務を開始する[92]。
  - 7月 - 『富山県港湾関係文献目録』を刊行する[92]。
- 1960年（昭和35年）
  - 1月13日 - 『富山県産業史関係文献目録』を刊行する[93]。
  - 2月11日 - 『二十年の歩み』を刊行する[93]。
  - 3月31日 - 木下秀夫富山県立図書館館長が退任する[93]。
  - 4月1日 - 柚木武夫が富山県立図書館館長に就任する[93]。
  - 4月23日 - 婦人室を廃止し代って第2読書室を設置する[93]。
  - 5月28日 - 従来中学生以上に限っていた図書貸出を小学4年生以上の児童に許可する[93]。
  - 9月30日 - 『富山県立図書館所蔵参考図書目録』を刊行する[94]。
  - 12月20日 - 吉田実富山県知事が新設予定の富山県民会館内に図書館等を包摂する旨の発言を行う[94]。
- 1961年（昭和36年）
  - 3月5日 - 国立国会図書館北陸地区PBリポートセンターを国立国会図書館北陸地区科学技術資料館と改称する[94]。
  - 7月1日 - 昭和34年富山県教育委員会告示第10号を全部改正し、指定分館の名称及び担当区域を定める[95]。
  - 7月20日 - 『富山県立図書館所蔵図書館関係資料目録』を刊行する[96]。
  - 8月17日 - 移動公民館に供する自動車を購入し、「ありそ号」と命名する[96]。
- 1962年（昭和37年）
  - 2月5日 - 富山県民会館内に図書館を収容する案が財源不足を理由に中止となる[52]。
  - 6月1日 - 陽画式複写機を設置する[41]。
  - 6月4日 - 『富山県郷土資料総合目録』を刊行する[41]。
  - 7月1日 - 富山県教育委員会行政組織規則を定め、富山県立図書館について規定する[97]。
  - 10月22日 - マイクロフィルム撮影機を設置する[50]。
- 1963年（昭和38年）
  - 3月26日 - 柚木武夫富山県立図書館館長が退任する[50]。
  - 4月1日 - 秋山嘉久が富山県立図書館館長に就任する[50]。
  - 4月25日 - 移動公民館を移動図書館と改称する[50]。
  - 5月 - 『嶋倉家文書目録』を作成する[50]。
  - 5月10日 - 新聞閲覧室を閉鎖し、同所を仮書庫とする[50]。新聞は廊下の新聞閲覧台にて縦覧に供する[50]。
  - 10月29日 - 加越能文庫の複写作業を開始する[50]。
- 1964年（昭和39年）
  - 4月25日 - 『富山県民俗関係文献目録抄』を刊行する[98]。
  - 7月1日 - 書庫狭隘につき第2会議室を児童室に転用し、旧児童室を第2書庫とする[51]。また富山県史編纂室を開設する[98]。
  - 7月20日 - 水道が開通する[98]。
  - 9月15日 - 吉田実が富山県立図書館の新築を公約として3回目の富山県知事当選を果たす[99]。
- 1965年（昭和40年）8月1日 - 住居表示の改正に伴い、富山県立図書館の住所を富山市表町2番地から富山市新総曲輪1番7号とする[100]。
- 1966年（昭和41年）
  - 8月20日 - 『富山県内公共図書館所蔵全集叢書総合目録』を刊行する[101]。
  - 9月29日 - 吉田実富山県知事が富山県立図書館新館に供する適地を探していることを答弁する[101]。
- 1967年（昭和42年）
  - 3月14日 - 明治百年記念事業として富山県立図書館の新館舎建設を決定する[101]。
  - 3月31日 - 秋山嘉久富山県立図書館館長が退任する[101]。
  - 4月1日 - 山本利彦が富山県立図書館館長に就任する[101]。
  - 4月10日 - 富山市茶屋町の富山市有地に新館舎を建設することが内定する[101]。
  - 5月11日 - 加越能文庫マイクロフィルム複製作業を完了する[42]。
  - 6月21日 - 郷土新聞マイクロフィルムの作成作業に着手する[42]。
- 1968年（昭和43年）
  - 1月13日 - 新館舎建設予定地のボーリング調査に着手する[54]。
  - 4月26日 - 富山市より新館舎建設予定市有地が譲受される[54]。
  - 5月23日 - 移動図書館「ありそ号」を更新する[54]。
  - 7月12日 - 新館舎建設予定地の整地工事に着手する[54]。
  - 8月10日 - 新館舎建設の起工式を挙行する[102]。
  - 12月10日 - 『富山県郷土人物索引』を刊行する[102]。
- 1969年（昭和44年）
  - 1月13日 - 児童室を閉鎖し、整理係事務室とする[102]。
  - 7月13日 - 移転のため休館する[103]。
  - 8月1日 - 旧館舎を学習室として開放する[103]。
  - 9月22日 - 富山県立図書館新館舎においてその開館式を挙行する[103]。
  - 9月24日 - 新館舎において一般閲覧を開始する[103]。
  - 10月 - 旧館舎を解体する[104]。
  - 12月23日 - 間宮不二雄より図書の寄贈を受け「間宮文庫」と命名する[104]。
- 1970年（昭和45年）
  - 3月14日 - 簡易製本機を設置する[104]。
  - 3月31日 - 山本利彦富山県立図書館館長が退任する[104]。
  - 4月1日 - 亀谷一が富山県立図書館館長に就任する[104]。
  - 5月8日 - 間宮文庫室を開設する[104]。
  - 10月7日 - 相互貸借を促進するため、富山市立図書館等の間において連絡車の運行を開始する[104]。
  - 11月30日 - 富山地方鉄道北代循環線が運行を開始し、「県立図書館前」停留所が開設される[105]。
  - 12月5日 - 富山県立図書館新館舎が中部建築賞を受賞する[105]。
- 1971年（昭和46年）
  - 3月31日 - 亀谷一富山県立図書館館長が退任する[105]。
  - 4月1日 - 吉本健一が富山県立図書館館長に就任する[105]。
- 1972年（昭和47年）11月10日 - 平野文書が寄託される[106]。
- 1973年（昭和48年）
  - 3月31日 - 吉本健一富山県立図書館館長が退任する[107]。
  - 4月1日 - 石原見恵が富山県立図書館館長に就任する[107]。
- 1974年（昭和49年）
  - 3月 - 『加越能マイクロフィルム資料解説目録』を刊行する[108]。
  - 4月1日 - 富山県教育委員会行政組織規則を全部改正する[109]。
- 1975年（昭和50年）
  - 3月31日 - 石原見恵富山県立図書館館長が退任する[110]。
  - 4月1日 - 佐賀宗久が富山県立図書館館長に就任する[110]。
- 1976年（昭和51年）9月27日 - 斉藤文書が寄託される[111]。
- 1977年（昭和52年）
  - 2月17日 - 三輪文庫の整理作業を完了する[112]。
  - 5月22日 - 早川コレクションを富山県埋蔵文化財センターに移管する[112]。
- 1978年（昭和53年）
  - 3月31日 - 佐賀宗久富山県立図書館館長が退任する[113]。
  - 4月1日 - 廣瀬誠が富山県立図書館館長に就任する[113]。
  - 11月13日 - 内山文書の整理作業を開始する[114]。
- 1980年（昭和55年）
  - 3月31日 - 『富山県立図書館所蔵古絵図解説目録』を刊行する[115]。
  - 10月23日 - 蔵書数が30万冊に達する[116]。
- 1981年（昭和56年）11月17日 - 書庫狭隘のため『特許公報』及び『実用新案公報』の原紙を廃棄し、マイクロフィルムにて代用する[117]。
- 1982年（昭和57年）
  - 3月31日 - 廣瀬誠富山県立図書館館長が退任する[118]。
  - 4月1日 - 石上英将が富山県立図書館館長に就任する[89]。
  - 11月17日 - 立業社が北日本新聞マイクロフィルムの検査作業を完了する[119]。
- 1984年（昭和59年）
  - 1月18日 - 雪の文献室を開設する[120]。
  - 3月31日 - 石上英将富山県立図書館長が退任する[89]。
  - 4月1日 - 山本純一が富山県立図書館長に就任する[89]。
- 1985年（昭和60年）3月27日 - 移動図書館事業を廃止する[121]。
- 1986年（昭和61年）
  - 3月31日 - 山本純一富山県立図書館館長が退任する[122]。
  - 4月1日 - 稲垣剛一が富山県立図書館館長に就任する[122]。
- 1987年（昭和62年）
  - 3月26日 - 書庫増築及び構内環境整備工事が完了する[66]。
  - 3月27日 - 富山県史編纂室が解散する[66]。
  - 4月1日 - 図書館東隣に富山県公文書館が開館。
- 1988年（昭和63年）
  - 3月31日 - 稲垣剛一富山県立図書館が退任する[123]。
  - 4月1日 - 山崎格が富山県立図書館館長に就任する[123]。
  - 7月20日 - 図書約9万冊にバーコードを貼付する[124]。
- 1989年（平成元年）3月 - コンピュータ用蔵書データ115600冊分を作成する[125]。
- 1990年（平成2年）
  - 3月24日 - まんがコーナーを開設する[126]。
  - 3月31日 - 山崎格富山県立図書館館長が退任する[126]。
  - 4月1日 - 高井進が富山県立図書館館長に就任する[126]。
  - 4月25日 - コンピュータシステム完成式を挙行する[126]。
  - 6月15日 - ファクシミリが開通する[126]。
- 1991年（平成3年）
  - 6月3日 - 環日本海資料コーナーを設置する[127]。
  - 6月29日 - 『ライブラリイとやま』を創刊する[127]。
- 1992年（平成4年）
  - 3月2日 - 大田栄太郎文庫を開設する[127]。
  - 5月 - まんがコーナーを富山県こどもみらい館（太閤山ランド内）に移管[128]。
- 1993年（平成5年）
  - 1月30日 - 玄関を自動ドアに改修する[127]。
  - 2月3日 - 県人文庫を開設する[127]。
- 1994年（平成6年）
  - 2月25日 - 身体障害者用便所を設置する[62]。
  - 3月1日 - 水文化資料室を開設する[62]。
  - 3月31日 - 高井進富山県立図書館長が退任する[89]。
  - 4月1日 - 中野義之が富山県立図書館長に就任する[89]。
  - 10月28日 - 総合目録編成をコンピュータ処理システムにより自動化する[62]。
- 1996年（平成8年）
  - 3月31日 - 高井進富山県立図書館長が退任する[89]。
  - 4月1日 - 加藤淳が富山県立図書館長に就任する[89]。
- 1997年（平成9年）
  - 7月2日 - 資料センターの起工式を挙行する[67]。
  - 10月24日 - 増築棟の起工式を挙行する[67]。
- 1998年（平成10年）
  - 3月31日 - 加藤淳富山県立図書館長が退任する[89]。
  - 4月1日 - 鷲本義昌が富山県立図書館長に就任する[89]。
  - 10月21日 - 資料センター及び増築棟が竣工する[67]。
  - 11月25日 - 本館の改修工事に着手する[67]。
- 1999年（平成11年）
  - 6月29日 - 本館改修工事が完了する[129]。
  - 7月27日 - 改修工事の竣工式を挙行する[129]。
  - 7月28日 - 富山県立図書館がリニュアルオープンする[129]。情報プラザ、国際プラザ及び新聞閲覧室を開設する[129]。
  - 11月12日 - 第2駐車場の供用を開始する[129]。
- 2000年（平成12年）
  - 3月31日 - 鷲本義昌富山県立図書館長が退任する[89]。
  - 4月1日 - 石岡敬夫が富山県立図書館長に就任する[89]。

### 21世紀
- 2002年（平成14年）
  - 3月31日 - 石岡敬夫富山県立図書館長が退任する[89]。
  - 4月1日 - 全ての日曜日を開館日とする[130]。また、小島定俊が富山県立図書館長に就任する[89]。
  - 10月1日 - 富山県内図書館の所蔵書、貸出し状況をインターネット検索できる「富山県内図書館 横断検索ネットワークシステム」を開始する。
  - 11月5日 - 洗足学園富山文庫を開設する[130]。
- 2004年（平成16年）
  - 3月31日 - 小島定俊富山県立図書館長が退任する[89]。
  - 4月1日 - 仙石正三が富山県立図書館長に就任する[89]。
- 2005年（平成17年）
  - 1月28日 - 常陸宮正仁親王及び正仁親王妃華子が富山県立図書館に行啓する[130]。
  - 3月1日 - 情報プラザをリニュアルオープンする[64]。また、ホームページを更新し貴重資料の高画質画像の提供を開始する[64]。
  - 4月1日 - 祝祭日における開館を開始する[64]。
- 2006年（平成18年）
  - 3月31日 - 仙石正三富山県立図書館が退任する[89]。
  - 4月1日 - 貸出冊数を5冊から10冊に拡充する[65]。また、大西秀之が富山県立図書館長に就任する[89]。
- 2007年（平成19年）
  - 3月31日 - 大西秀之富山県立図書館長が退任する[89]。
  - 4月1日 - 寺井貞次が富山県立図書館長に就任する[89]。
- 2008年（平成20年）
  - 3月4日 - アメリカンコーナーを開設する[65]。
  - 3月31日 - 寺井貞次富山県立図書館長が退任する[89]。
  - 4月1日 - 立野幸雄が富山県立図書館長に就任する[89]。
- 2009年（平成21年）
  - 7月23日 - 富山県郷土史会前会長八尾正治より蔵書4036冊の寄贈を受ける[65]。
  - 12月16日 - コンピュータシステムを更新し、インターネットからの図書予約を開始する[65]。また、郷土資料情報総合データベースを構築する[65]。
- 2010年（平成22年）
  - 2月27日 - 授乳室を開設する[65]。
  - 10月29日 - 我妻靖紘より1990冊の寄贈を受ける[65]。
- 2011年（平成23年）
  - 3月31日 - 立野幸雄富山県立図書館長が退任する[89]。
  - 4月1日 - 赤川雅和が富山県立図書館長に就任する[89]。
  - 12月6日 - 再び情報プラザを改装する[65]。
  - 12月19日 - 加越能マイクロフィルムの電子化作業を完了する[65]。
- 2012年（平成24年）
  - 3月26日 - 一部郷土新聞の電子化作業を完了する[131]。
  - 3月30日 - 資料センターの電動書架増設工事を完了する[65]。
  - 10月30日 - 廣瀬文庫を開設する[65]。
- 2013年（平成25年）
  - 3月31日 - 赤川雅和富山県立図書館長が退任する[89]。
  - 4月1日 - 伊東眞が富山県立図書館長に就任する[89]。
- 2014年（平成26年）
  - 3月25日 - 上海の窓コーナーを開設する[65]。
  - 3月31日 - 伊東眞富山県立図書館長が退任する[89]。
  - 4月1日 - 雑誌スポンサー制度を開始する[65]。また、広井睦が富山県立図書館長に就任する[89]。
  - 6月25日 - 新聞雑誌閲覧室を改装する[65]。
- 2016年（平成28年）
  - 3月31日 - 広井睦富山県立図書館長が退任する[89]。
  - 4月1日 - 永井衛が富山県立図書館長に就任する[89]。
- 2024年（令和6年）1月1日 - この日発生した能登半島地震により、所蔵している図書のうち3万冊程度が書架から落下し破損するなどの被害が発生した。一方で当日は休館日で人的被害は無く、建物や設備にも大きな被害は無かった。1月3日に閲覧室、コレクションルーム、情報プラザ、サークルプラザ、研修室、1月4日に書庫と資料センターの復旧を実施し、1月5日より通常通り開館した[132]。

## 施設
館舎は1969年（昭和44年）9月22日に開館式を挙行したもので、1987年（昭和62年）3月26日には書庫増築及び構内環境整備事業が完了し、1998年（平成10年）10月21日には増築棟及び資料センターが竣工している。収蔵能力は、1999年（平成11年）の増築リニューアルオープンによって約100万冊増え、約130万冊となった。
- 所在地：富山県富山市茶屋町206−3[5]
- 開館時間
  - 火曜日 - 金曜日：午前9時から午后7時まで[134]
  - 土日祝日：午前9時から午后5時まで[134]
- 休館日：月曜日、毎月第4木曜日、年末年始、蔵書点検期間[134]
- 駐車場：第1駐車場（55台）、第2駐車場（46台）[135]

| 1階 | 閲覧室、児童書室、新聞雑誌閲覧室                                   |
| 2階 | 国際プラザ・コレクションルーム、情報プラザ、サークルプラザ、休憩室 |
| 3階 | 多目的ホール、研修室                                               |

### 蔵書

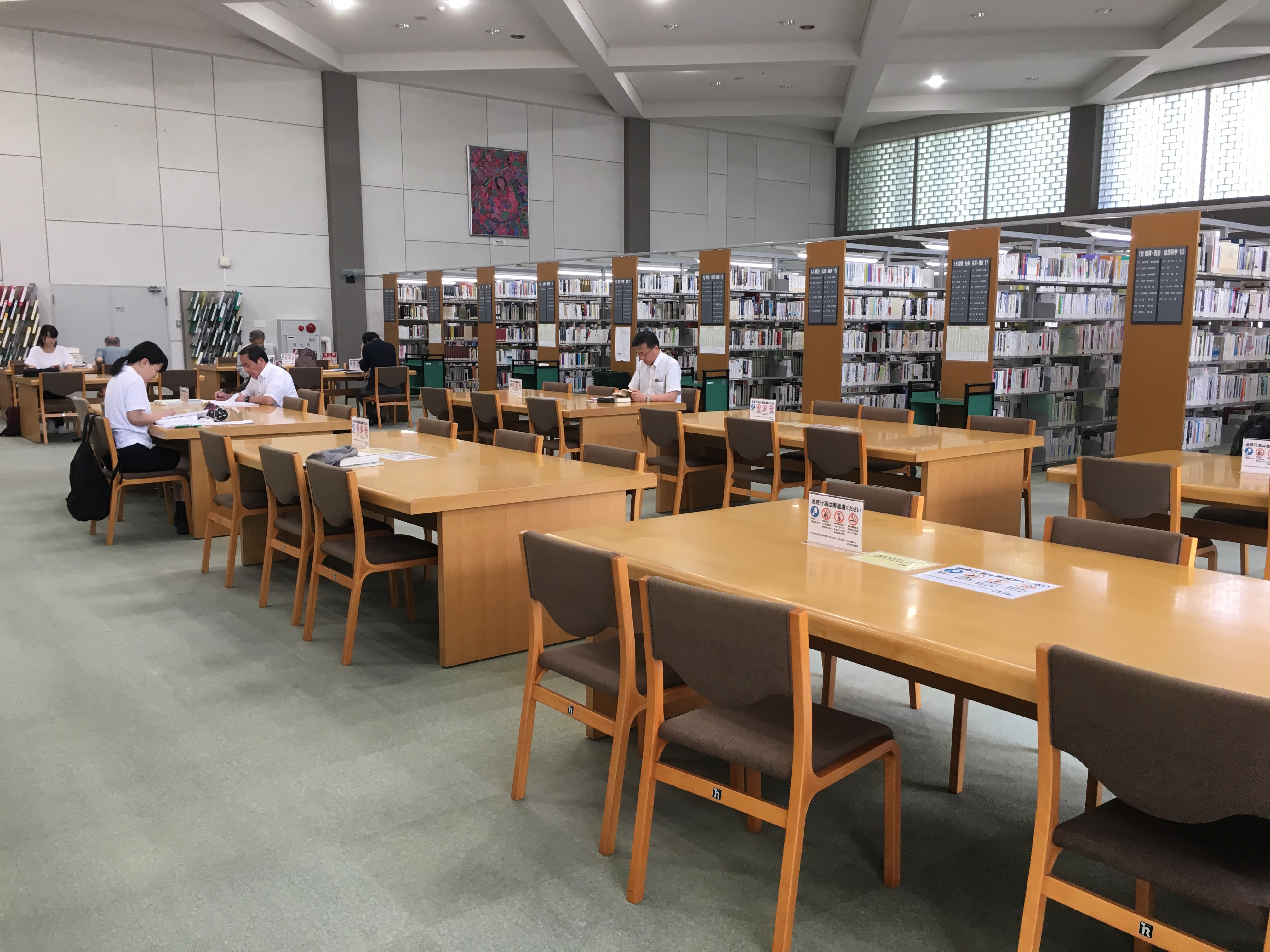
閲覧室

2015年（平成27年度）末における蔵書冊数は924,380冊である。このうち160,271冊が郷土資料であり、38,432冊が特設文庫の蔵書である。また、開架に供されているものは閲覧室において約7万冊、児童書室において約2千5百冊であり、約80万冊の書籍は書庫において保存されている。近代以前の郷土史料である加越能マイクロフィルムや杉木文書をはじめとする文書コレクションも多数所蔵されている。1回につき館外貸出のできる冊数は原則として10冊以内であり、その利用期間は15日以内とされている。ただし利用者は館外利用を行うに際し、館外貸出券の交付を受けねばならず、新聞、雑誌等の定期刊行物、貴重図書、文書、記録、辞書、年鑑、目録及び書誌等の書籍、また館長が特に必要と認めた図書館資料は館外貸出を受けることができない。

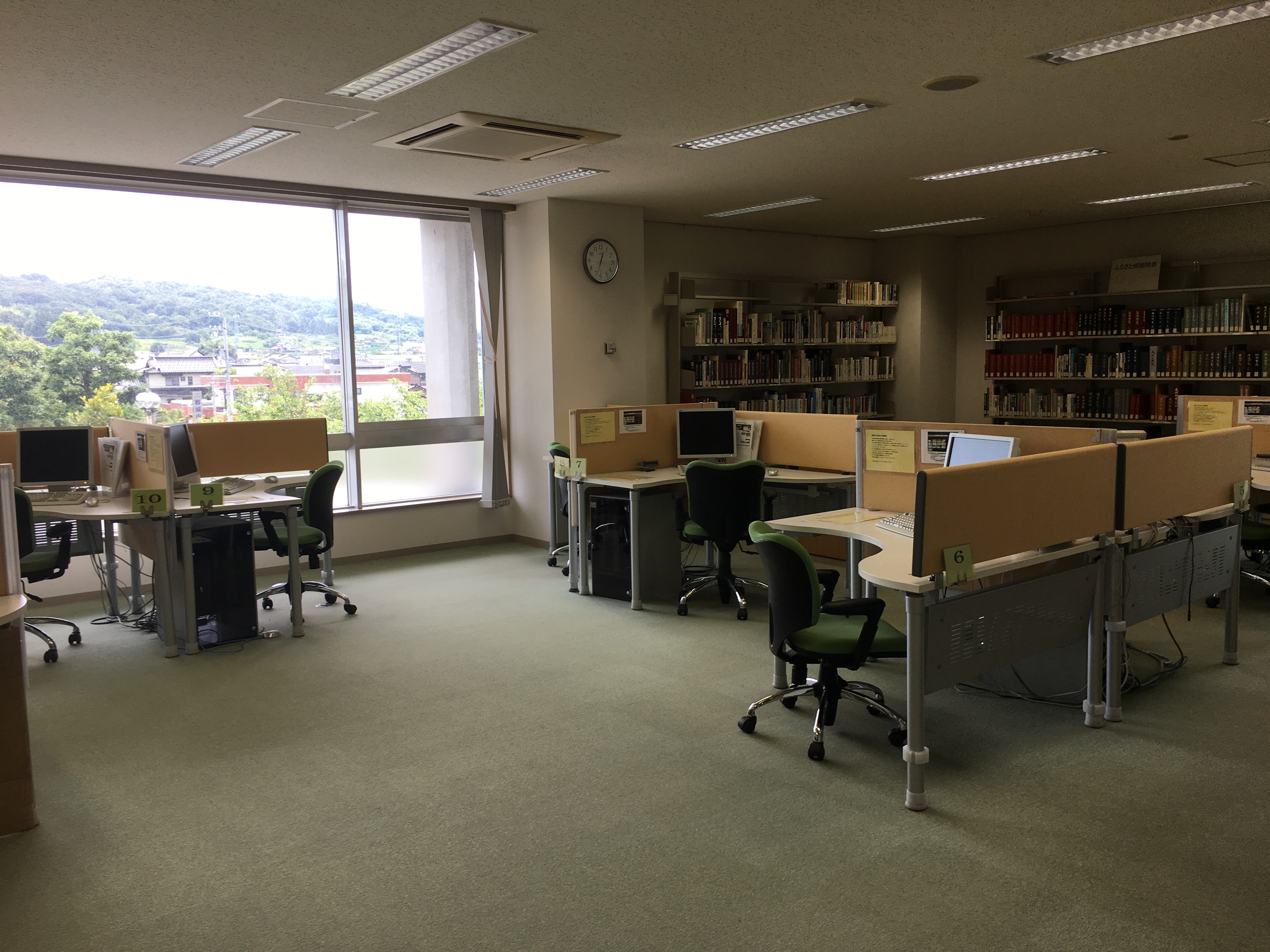
情報プラザ

情報プラザにおいては8台のコンピューターを設置し、種々のデータベースが利用可能である。2014年（平成26年）8月から国立国会図書館デジタルコレクションデジタル化資料図書館送信サービス、2015年（平成27年）4月から国立国会図書館歴史的音源配信サービスが利用可能になった。富山県立図書館において電子化した資料は3,568点、加越能マイクロフィルム資料は2,068点ある。そのほか聞蔵Ⅱ、日経テレコン21、北國・富山新聞データベースサービス、富山新聞・北國新聞紙面検索システム、第一法規法情報総合データベース、官報情報検索サービス、JDreamⅢが利用可能となっている。

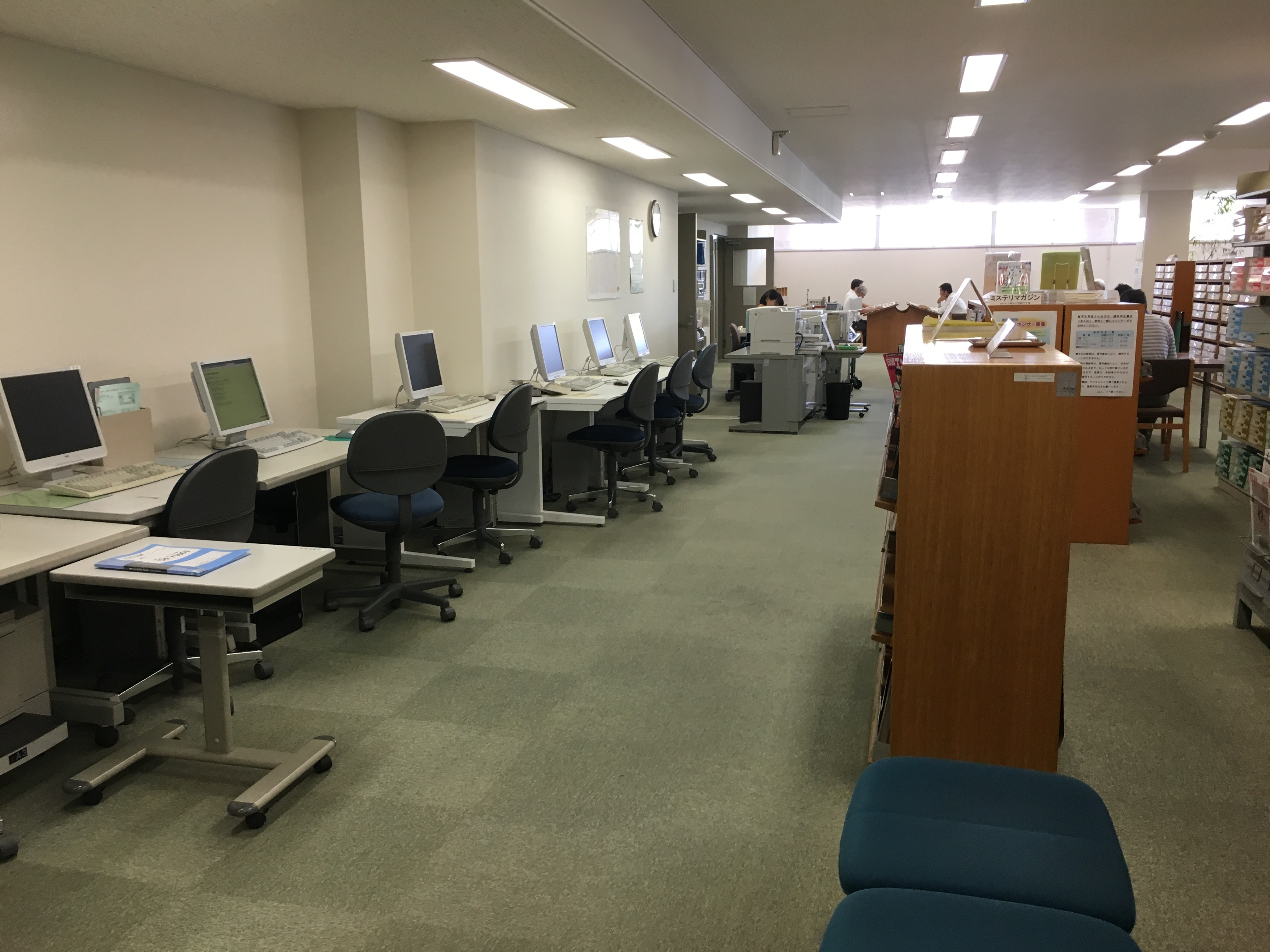
新聞雑誌閲覧室

新聞雑誌閲覧室においては郷土新聞や全国版新聞、各種学術雑誌等が閲覧可能である。北日本新聞紙面閲覧システムは電子データにおいて北日本新聞や富山日報、北陸タイムス、高岡新聞等の紙面が閲覧でき、1976年（昭和51年）以降の紙面においてはキーワード検索が可能となっている。継続受入雑誌は2,130誌あり、2014年（平成26年）4月1日からは雑誌スポンサー制度を開始した。
国際プラザ・コレクションルームには環日本海諸国の外国語資料、アメリカンセンターより寄贈された図書等を収めるアメリカンコーナー、あるいは上海図書館より寄贈された図書を収める上海の窓コーナーを設置しているほか、県人文庫も同所において開設されている。
サークルプラザにおいては拡大読書器を設置しているほか、点字図書68冊、ビデオ512タイトル、カセット45タイトル、CD331枚を設置している。

### 特設文庫

#### 内山文庫
『富山県戦前社会運動史』を著した内山弘正が1993年（平成5年）5月に寄贈したもので、内山家累代の蔵書1734点2141冊を収める。1969年（昭和44年）11月22日に寄贈された内山文書と共に目録である『内山文書・文庫目録』が1994年（平成6年）に刊行されている。

#### 大田文庫
1991年（平成3年）9月に大田栄太郎より寄贈を受け、1992年（平成4年）3月2日に開設された文庫である。3014冊の蔵書は方言学をはじめ、民俗学や歴史学の基本図書を幅広く収めるほか、柳田國男の書簡や牧野富太郎の原稿等の貴重資料も含まれている。なお目録として『大田栄太郎文庫目録』が1992年（平成4年）に刊行されている。

#### キリスト教文庫
1995年（平成7年）10月に橋本宗二が寄贈したもので、主として聖書学関係の1700冊を収蔵する。なお目録として『基督教関係図書目録』が1998年（平成10年）に刊行されている。

#### 県人文庫

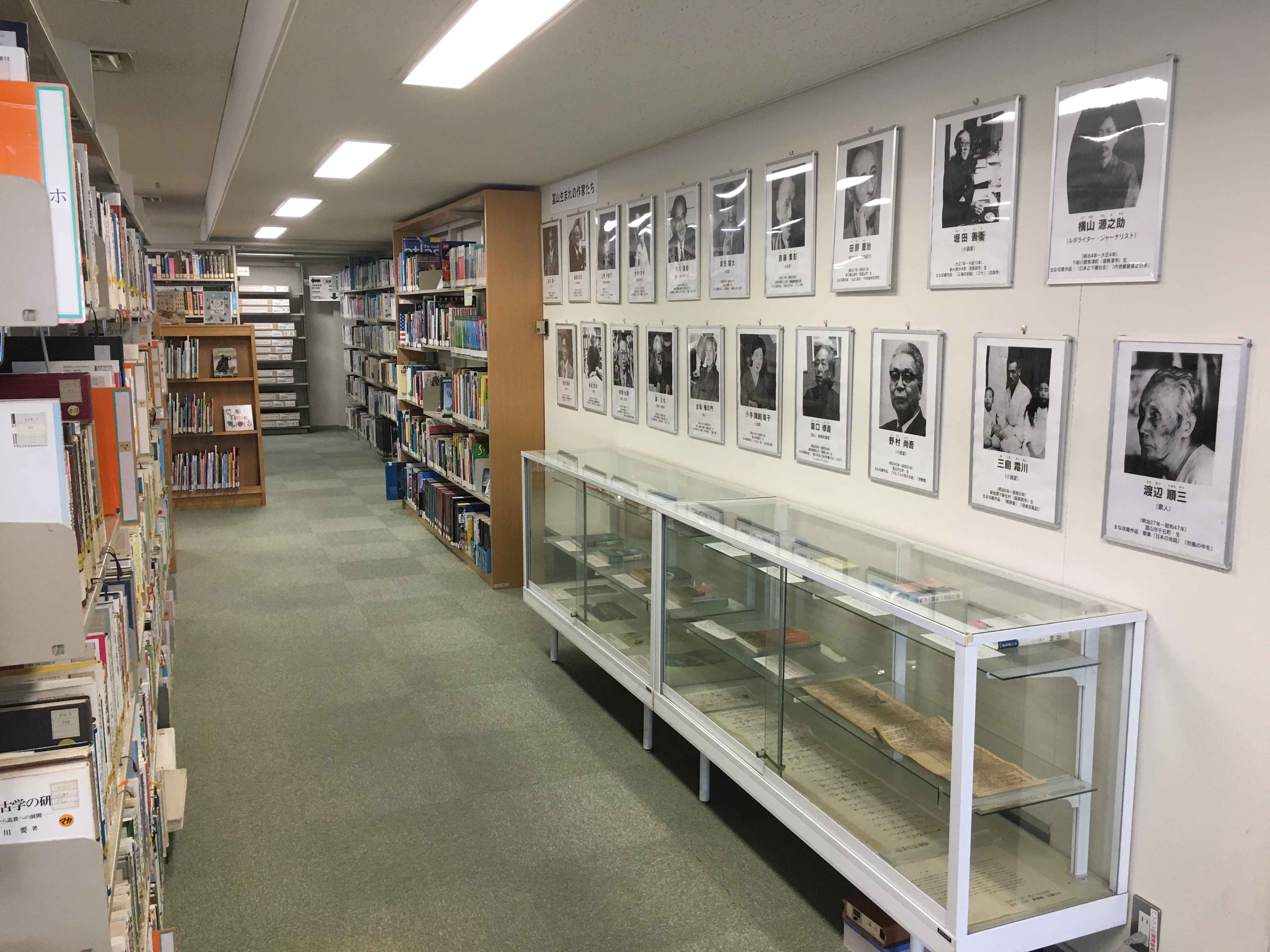
県人文庫

特設文庫として1993年（平成5年）2月3日に開設されたもので、富山県と関係を有する著者の作品をあらゆる観点から収蔵する。なお目録として『県人文庫目録』が第1集から第14集にわたり刊行されているほか、富山県立図書館ホームページ上において著者一覧等が閲覧可能になっている。

#### 志田文庫
国文学者である志田義秀が1945年（昭和20年）4月に寄贈したもので、日本本土空襲の激化するさなかにおいて大田栄太郎富山県立図書館長等が東京より疎開させた3156冊を収める。1542年（天文11年）の連歌書や昭和に至るまでの俳書等が主たる蔵書で、1953年（昭和28年）11月4日に『志田文庫目録』が刊行されている。

#### 洗足学園富山文庫
2002年（平成14年）3月に閉学した洗足学園魚津短期大学における近代文学資料13000点超を収蔵している。富山県立図書館ホームページ上において著者一覧等が閲覧可能になっている。

#### 中島文庫
1984年（昭和59年）8月に中島正文の遺族が寄贈した4500冊を収め、元禄以来の古俳書が多い。奥山廻りの古記録等の山岳関係図書も収蔵されている。目録として『中島文庫目録』が刊行されている。

#### 廣瀬文庫
元富山県立図書館長廣瀬誠の遺族が2012年（平成24年）4月に寄贈したもので、日本神話や古代史、記紀万葉関係の書籍2493点、3376冊を収蔵する。古事記写本の複製も蔵書に含まれており、目録として『廣瀬文庫目録』が2012年（平成24年）に刊行されている。

#### 間宮文庫
間宮不二雄が1969年（昭和44年）12月23日に寄贈したもので、1970年（昭和45年）5月8日から間宮文庫室が設置されている。蔵書1133冊は主として図書館関係の書籍で、特に図書整理関係のものが多く、『日本図書館学』第2号から第5号等の稀書も収める。目録として『間宮文庫目録』が刊行されている。

#### 雪の文献
1984年（昭和59年）1月18日に開設された文庫で、耐雪態勢構築のための資料や雪と生活文化に関する資料を収める。そのほか雪にまつわる文学作品や民話、童話等の収集も行われている。

#### 冷光文庫
童話作家にして登山家の大井冷光の蔵書321冊を収め、当初は富山市立図書館が所蔵していたが、その閉館により紀元二千六百年紀念富山県立図書館が引継いだ。アンデルセンのノート2冊をはじめグリム童話の原書等貴重書も含まれており、その目録である『冷光文庫目録』が1997年（平成9年）に刊行されている。

## 分館
富山県立図書館の分館は1948年（昭和23年）7月3日に制定された富山県立図書館分館設置規定によって7月23日に各町立図書館をその分館に指定したものをはじめとし、各市町村立図書館において富山県立図書館の行うべき読書普及事業を分掌させたものであった。この分館設置規定は1953年（昭和28年）10月20日に廃止され、代って富山県立図書館分館設置規則によりその職務を規定することとなった。1962年（昭和37年）7月1日からは富山県教育委員会行政組織規則によって分館に関する規定が行われている。1974年（昭和49年）4月1日に全部改正された同規則によると、各分館の名称、位置及び担当区域は次の通りであった。
| 名称       | 位置             | 担当区域                           |
| ---------- | ---------------- | ---------------------------------- |
| 高岡分館   | 高岡市           | 高岡市（伏木分館の担当区域を除く） |
| 伏木分館   | 高岡市           | 高岡市（旧伏木町及び旧太田村）     |
| 新湊分館   | 新湊市           | 新湊市                             |
| 魚津分館   | 魚津市           | 魚津市                             |
| 氷見分館   | 氷見市           | 氷見市                             |
| 滑川分館   | 滑川市           | 滑川市                             |
| 黒部分館   | 黒部市           | 黒部市                             |
| 砺波分館   | 砺波市           | 砺波市                             |
| 石動分館   | 小矢部市         | 小矢部市                           |
| 大沢野分館 | 上新川郡大沢野町 | 上新川郡大沢野町及び婦負郡細入村   |
| 大山分館   | 上新川郡大山町   | 上新川郡大山町                     |
| 上市分館   | 中新川郡上市町   | 中新川郡上市町                     |
| 立山分館   | 中新川郡立山町   | 中新川郡立山町                     |
| 宇奈月分館 | 下新川郡宇奈月町 | 下新川郡宇奈月町                   |
| 入善分館   | 下新川郡入善町   | 下新川郡入善町                     |
| 朝日分館   | 下新川郡朝日町   | 下新川郡朝日町                     |

この分館設置を定める富山県教育委員会行政組織は、1999年（平成11年）3月29日に全部改正が行われた（最終改正は2015年（平成27年）3月30日）。同規則第33条によると、各分館の名称、位置及び担当区域は次の通りである。
| 名称       | 位置           | 担当区域                                                     |
| ---------- | -------------- | ------------------------------------------------------------ |
| 富山分館   | 富山市         | 富山市（大沢野分館、大山分館及び八尾分館の担当区域を除く。） |
| 大沢野分館 | 富山市         | 富山市（旧大沢野町及び旧細入村）                             |
| 大山分館   | 富山市         | 富山市（旧大山町）                                           |
| 八尾分館   | 富山市         | 富山市（旧八尾町、旧婦中町及び旧山田村）                     |
| 高岡分館   | 高岡市         | 高岡市（伏木分館及び福岡分館の担当区域を除く。）             |
| 伏木分館   | 高岡市         | 高岡市（旧伏木町及び旧太田村）                               |
| 福岡分館   | 高岡市         | 高岡市（旧福岡町）                                           |
| 魚津分館   | 魚津市         | 魚津市                                                       |
| 氷見分館   | 氷見市         | 氷見市                                                       |
| 滑川分館   | 滑川市         | 滑川市                                                       |
| 黒部分館   | 黒部市         | 黒部市（宇奈月分館の担当区域を除く。）                       |
| 宇奈月分館 | 黒部市         | 黒部市（旧宇奈月町）                                         |
| 砺波分館   | 砺波市         | 砺波市（庄川分館の担当区域を除く。）                         |
| 庄川分館   | 砺波市         | 砺波市（旧庄川町）                                           |
| 石動分館   | 小矢部市       | 小矢部市                                                     |
| 城端分館   | 南砺市         | 南砺市（旧城端町、旧平村及び旧上平村）                       |
| 井波分館   | 南砺市         | 南砺市（旧井波町、旧利賀村及び旧井口村）                     |
| 福野分館   | 南砺市         | 南砺市（旧福野町）                                           |
| 福光分館   | 南砺市         | 南砺市（旧福光町）                                           |
| 新湊分館   | 射水市         | 射水市（旧新湊市）                                           |
| 小杉分館   | 射水市         | 射水市（旧小杉町及び旧下村）                                 |
| 大門分館   | 射水市         | 射水市（旧大門町及び旧大島町）                               |
| 上市分館   | 中新川郡上市町 | 中新川郡上市町                                               |
| 立山分館   | 中新川郡立山町 | 中新川郡立山町及び中新川郡舟橋村                             |
| 入善分館   | 下新川郡入善町 | 下新川郡入善町                                               |
| 朝日分館   | 下新川郡朝日町 | 下新川郡朝日町                                               |

## 各種統計

### 利用者数
2015年（平成27年）度における一日平均来館者数は598人であった。各年度別の利用者数は以下の通りである。
| 年度                 | 利用者数 | 内来館利用 | 内電話利用 | 内文書利用 |
| -------------------- | -------- | ---------- | ---------- | ---------- |
| 2011年（平成23年）度 | 196,883  | 186,755    | 2,345      | 7,783      |
| 2012年（平成24年）度 | 186,846  | 176,575    | 2,984      | 7,287      |
| 2013年（平成25年）度 | 177,629  | 166,299    | 3,436      | 7,894      |
| 2014年（平成26年）度 | 171,819  | 159,893    | 3,861      | 8,065      |
| 2015年（平成27年）度 | 182,306  | 170,568    | 3,505      | 8,233      |

### 館外貸出
年度別の貸出冊数は次の通りである。
| 年度                 | 総貸出冊数 | 内相互貸借 |
| -------------------- | ---------- | ---------- |
| 2011年（平成23年）度 | 213,825    | 16,339     |
| 2012年（平成24年）度 | 200,036    | 15,553     |
| 2013年（平成25年）度 | 190,327    | 15,601     |
| 2014年（平成26年）度 | 186,565    | 16,677     |
| 2015年（平成27年）度 | 202,326    | 16,079     |

年度別の郵送貸出冊数は次の通りである。
| 年度                 | 郵送貸出冊数 |
| -------------------- | ------------ |
| 2011年（平成23年）度 | 56           |
| 2012年（平成24年）度 | 55           |
| 2013年（平成25年）度 | 92           |
| 2014年（平成26年）度 | 38           |
| 2015年（平成27年）度 | 42           |

### 調査相談件数
年度別の調査相談件数は次の通りである。
| 年度                 | 調査相談件数 |
| -------------------- | ------------ |
| 2011年（平成23年）度 | 18,841       |
| 2012年（平成24年）度 | 19,378       |
| 2013年（平成25年）度 | 20,068       |
| 2014年（平成26年）度 | 20,922       |
| 2015年（平成27年）度 | 20,361       |

年度別の調査相談種別件数は次の通りである。
| 年度                 | 所蔵調査 | 書誌調査 | 事実調査 |
| -------------------- | -------- | -------- | -------- |
| 2011年（平成23年）度 | 13,935   | 4,642    | 264      |
| 2012年（平成24年）度 | 14,115   | 5,005    | 258      |
| 2013年（平成25年）度 | 14,490   | 5,290    | 288      |
| 2014年（平成26年）度 | 15,228   | 5,273    | 421      |
| 2015年（平成27年）度 | 14,842   | 5,043    | 476      |

## 交通アクセス
- JR西日本・あいの風とやま鉄道 富山駅より富山地方鉄道の路線バスに乗車。
  - 北代循環、新港東口行きバスに乗車、「県立図書館前」停留場下車[5]。
  - 高岡・小杉方面行きバスに乗車、「呉羽山公園」停留所下車、徒歩で約5分[5]。